# Leichtathletik-Weltmeisterschaften 2009/Teilnehmer (Burundi)
| Gelbes Symbol für Goldmedaillen mit stilisierten Olympischen Ringen | Graues Symbol für Silbermedaillen mit stilisierten Olympischen Ringen | Braundes Symbol für Bronzemedaillen mit stilisierten Olympischen Ringen |
| ------------------------------------------------------------------- | --------------------------------------------------------------------- | ----------------------------------------------------------------------- |
| —                                                                   | —                                                                     | —                                                                       |

Der Leichtathletik-Verband Burundis stellte zwei Athleten bei den Leichtathletik-Weltmeisterschaften 2009 in Berlin.

## Ergebnisse

### Männer

#### Laufdisziplinen
| Athlet           | Disziplin | Vorlauf         | Vorlauf | Halbfinale | Halbfinale | Finale             | Finale             |
| Athlet           | Disziplin | Zeit            | Platz   | Zeit       | Platz      | Zeit               | Platz              |
| ---------------- | --------- | --------------- | ------- | ---------- | ---------- | ------------------ | ------------------ |
| Etienne Bizamana | 5000 m    | 14:06,02 min PB | 33      |            |            | nicht qualifiziert | nicht qualifiziert |

### Frauen

#### Laufdisziplinen
| Athletin          | Disziplin | Vorlauf         | Vorlauf | Halbfinale | Halbfinale | Finale             | Finale             |
| Athletin          | Disziplin | Zeit            | Platz   | Zeit       | Platz      | Zeit               | Platz              |
| ----------------- | --------- | --------------- | ------- | ---------- | ---------- | ------------------ | ------------------ |
| Pauline Niyongere | 5000 m    | 16:33,77 min PB | 21      |            |            | nicht qualifiziert | nicht qualifiziert |